# S/2017 J 5
S/2017 J 5 (Jupiter LXVI) は、木星の第66衛星である。
2017年にスコット・S・シェパードが率いる観測チームによって発見され、S/2017 J 5 という仮符号が与えられた。発見にはマゼラン望遠鏡、セロ・トロロ汎米天文台が用いられており、翌2018年7月17日の小惑星センターのサーキュラーで発見が報告された。その後、同年9月25日に Jupiter LXVI という確定番号が与えられた。なお、2018年時点では衛星への命名は行われていない。
長い時間スケールにおいて平均化された軌道要素における S/2017 J 5 の黄道面に対する軌道傾斜角は164.8度で、木星の自転とは逆向きに公転する逆行衛星である。木星から 2300万 km 前後の距離を逆行軌道で公転しており、軌道傾斜角が165度前後の不規則衛星から構成されるグループであるカルメ群に属している。